# Lincosamida

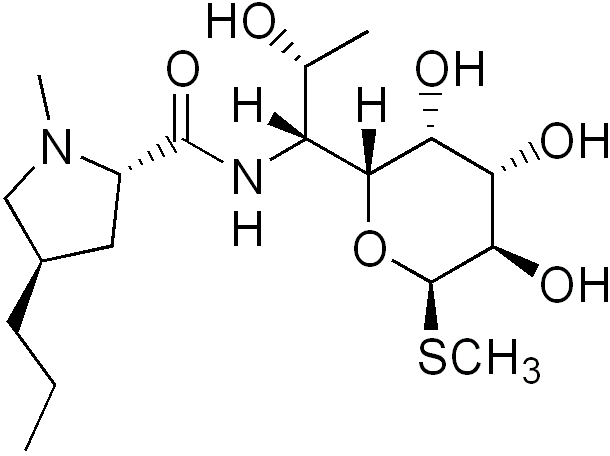
Lincomicina

Clindamicina

Las lincosamidas (ej. lincomicina, clindamicina) son una clase de antibióticos que se unen a la porción 23s de la subunidad 50S del ribosoma bacteriano  inhibiendo la replicación temprana de la cadena peptídica a través de la inhibición de la reacción de la transpeptidasa. La clindamicina es un derivado semisintético de la lincomicina que difiere estructuralmente de este compuesto por la sustitución de un átomo de cloro por un grupo hidroxilo y la inversión del carbono en la posición 7 involucrada. Tienen una acción similar a los macrólidos.

## Historia
La primera lincosamida descubierta fue la lincomicina pura, un antibiótico sintetizado a partir del Streptomyces lincolnensis. La lincomicina está actualmente en desuso tras el descubrimiento de la clindamicina, con mucha mayor actividad antibacteriana (especialmente frente a estafilococos, estreptococos y Bacteroides fragilis) y frente a protozoos.

## Mecanismo de acción
Las lincomicinas pueden actuar como bacteriostáticos o bactericidas, dependiendo de la concentración del fármaco que se alcance en el sitio de infección y la susceptibilidad del microorganismo infectante. Estos fármacos parecen ejercer sus efectos mediante la unión a las subunidad ribosomal 50s, inhibiendo la síntesis de proteínas bacterianas, ya que inhiben la elongación de la cadena peptídica, causando un efecto bacteriostático. 
Este mecanismo de acción de las lincomicinas es compartido por otros grupos de antibióticos como los fenicoles (Cloranfenicol) y los Macrólidos (Eritromicina, Claritromicina y Azitromicina). Por lo cual actúan como antagonistas no debiendo ser usados concomitantemente.
La lincomicina y la clindamicina tienen un espectro antibacteriano similar, sin embargo la lincomicina es en general menos activa contra los microorganismos que son susceptibles a la clindamicina.

## Actividad antibacteriana
Ambas, lincomicina y clindamicina, tienen un espectro antibacteriano semejante, en este se incluyen bacterias Gram negativas y Gram positivas (Excepto aerobias Gram negativas las cuales no son sensibles a lincosamidas). Su actividad está dada principalmente para estreptococos alfa y beta hemolíticos, S. Pneumoniae y S. Aureus. También actúa contra anaerobios, como C. perfringens y Bacteroides.

## Farmacodinamia
Su eliminación es vía renal y biliar. Tiene pobre penetración al sistema nervioso central. La clindamicina se absorbe bien en los abscesos. Puede presentar resistencia cruzada con los antibióticos macrólidos.

## Efectos adversos
Los efectos adversos gastrointestinales son frecuentes con el uso oral y parenteral de las lincosamidas. Estos pueden consistir en náuseas, vómito, diarrea, dolor abdominal y tenesmos. Sin embargo lo grave es que pueden producir una diarrea asociada a Clostridium difficile y Colitis pseudomembranosa. Adicionalmente puede causar bloqueo neuromuscular y el Síndrome de Stevens-Johnson. Específicamente, el uso de clindamicina se asocia en un 2 a 20% con diarrea por antibióticos causada por Clostridioides difficile. Como son teratógenas en modelos animales, no se recomiendan en el embarazo. En algunos casos, se puede utilizar de manera precavida en el primer trimestre y durante la lactancia.